# Sibster Farm Steading
Die Sibster Farm Steading ist ein Gehöft nahe der schottischen Ortschaft Wick in der Council Area Highland. 1984 wurde das Bauwerk in die schottischen Denkmallisten in der höchsten Denkmalkategorie A aufgenommen.

## Geschichte
Über den Bauzeitraum des Gehöfts sind keine Dokumente erhalten. Der Gebäudeaufbau entspricht dem traditionellen regionalen Typ, weshalb eine Errichtung im späten 18. Jahrhundert angenommen wird. Im Laufe des mittleren bis späten 19. Jahrhunderts wurden verschiedene Gebäude ergänzt, darunter das kleine Wohngebäude an der Ostseite. Es existiert ein Pferdegöpel, der bis ins späte 19. Jahrhundert zum Antrieb der Dreschmaschine genutzt und dann durch eine kohlebetriebene Dampfmaschine ersetzt wurde.
Mit Ausnahme des Bauernhauses stehen die Gebäude heute leer. 1997 wurde der Komplex in das schottische Register gefährdeter denkmalgeschützter Bauwerke in Schottland eingetragen. Seit 1998 laufen Gespräche mit dem privaten Besitzer über den Erhalt und die Weiternutzung der Gebäude. Trotzdem wurde seitdem keine Maßnahme ausgeführt. Der Zustand der ungenutzten Gebäude verschlechtert sich zusehends und Dachstühle brechen ein. Die Darre stürzte 2013 teilweise ein. 2021 wurde der Zustand des Komplexes als sehr schlecht bei gleichzeitig hoher Gefährdung eingestuft. Einzig das bewohnte Bauernhaus ist hiervon ausgenommen.

## Beschreibung
Die Sibster Farm Steading steht in der traditionellen Grafschaft Caithness abseits der B874 in dem Weiler Sibster wenige hundert Meter nördlich des linken Wick-Ufers und rund fünf Kilometer nordwestlich von Wick. Das Mauerwerk der um einen zentralen Hof angeordneten Gebäude besteht aus Feldstein. Die Gebäude an der Westseite gehören zu den ältesten des Komplexes. Hierzu zählen Scheunen und die Darre. Letztere ist ein regionaltypischer konischer Rundbau, von dem nur wenige erhaltene Exemplare bekannt sind. Der aus dem frühen bis mittleren 19. Jahrhundert stammende Pferdegöpel an der Nordseite weist einen hexagonalen Grundriss auf. Es handelt sich um das einzige erhaltene Exemplar dieses Typs in Caithness. Beim Umbau auf Dampfbetrieb wurde ein rechteckiger Kamin ergänzt.
Zu den weiteren Einrichtungen an der West- und Südseite zählen Stallungen und ein offener Pferch. Die Stallung ist mit sechs segmentbogigen Toren ausgeführt. Ergänzt wird der Komplex durch moderne Stallungen. Das zweigeschossige Wohngebäude an der Ostseite ist mit Harl-verputzten Fassaden und giebelständigen Kaminen ausgeführt. Der ältere Stall ist mit walisischem Schiefer gedeckt, während für die übrigen Gebäude im Wesentlichen regionaler Schiefer eingesetzt wurde.